# Проба
Вижте пояснителната страница за други значения на Проба.
Проба в природните и техническите науки означава образец (вещество, физично тяло, организъм или техни части), който е взет за изпитване и анализ.
Съставът и свойствата на пробите обикновено се определят чрез деструктивни методи. След тяхното прилагане, изпитваният образец частично или напълно се разрушава. Това е основната причина за изследване на отделна проба, а не на целия обект.
За да даде точна и пълна представа за изследвания обект, пробата трябва да отговаря на следните условия:
- да бъде представителна
  - когато се изследват приблизително еднородни, ясно обособени единици (живи същества, технически изделия) за проба трябва непреднамерено да се изберат определен брой случайни единици
  - когато се изследва необособена съвкупност (почва, семена за посев, инертни материали), трябва да се съберат няколко килограма от различни места; това количество старателно се размесва и пробата се взема от приблизително еднородната маса
  - когато се изследва единствен екземпляр, за проба се взема типична част, която може добре да го характеризира (от болните хора се взема кръв, защото тя облива всички тъкани и органи в тяхното тяло; в крилата на самолетите се пробива миниатюрна дупка, по цялата дължина и се изследват получените стружки; направеният отвор се запълва с течен метал, който по-късно се втвърдява)
- да бъде получена по начин, който не повлиява изследваните свойства и структури
- да бъде съхранена по начин, който не повлиява изследваните свойства и структури